# Incident at Loch Ness
Incident at Loch Ness és un fals documental del 2004 protagonitzat, produït per i escrit per Werner Herzog i Zak Penn, mentre que també exerceix de direcció d'aquest últim començament. El petit repartiment de la pel·lícula segueix Herzog i la seva tripulació (Gabriel Beristain, Russell Williams II) mentre treballaven en la producció d'un projecte cinematogràfic al monstre del llac Ness titulat Enigma of Loch Ness. Incident at Loch Ness va guanyar el New American Cinema Award al Festival Internacional de Cinema de Seattle de 2004.

## Argument
Després d'una fotografia misteriosa d'un cos flotant al llac Ness (representada prop del final), Incident at Loch Ness torna al començament d'unadocumental anomenat Herzog in Wonderland dirigit per John Bailey amb una visió general del treball d'Herzog mentre ell mateix comença a treballar per a un documental separat que es dirà Enigma of Loch Ness, en el qual està explorant el mite del Monstre del llac Ness. Al llarg de la pel·lícula, Herzog afirma que el monstre del llac Ness és només una creació d'una necessitat psicològica col·lectiva a la societat.
Mentre la pel·lícula continua, Herzog organitza un sopar per començar la producció cinematogràfica. Hi assisteixen la seva dona (Lena Herzog), diverses celebritats de Hollywood (els actors Jeff Goldblum, Ricky Jay i Crispin Glover i l'editor Pietro Scalia), i l'equip de la pel·lícula. Les dificultats comencen a sorgir a mesura que el productor no provat, Zak Penn, intenta transformar la pel·lícula d'Herzog en un blockbuster. En aquest intent, Penn comet diversos tòpics de Hollywood, com ara contractar una dona bella (Kitana Baker) per a un paper dubtós com a operadora de sonar i un criptozoòleg delirant (Michael Karnow) per a un alleujament còmic.
A mesura que avança el rodatge, la tensió entre Herzog i Penn augmenta amb cada revelació que Penn està actuant d'una manera oculta. En primer lloc, es fa evident que el productor ha encarregat que s'utilitzi un fals "Nessie". Aleshores, es revela que tant Kitana com Karnow són actors contractats per Penn.
En un gir dels esdeveniments, quan Herzog i la seva tripulació estan treballant en la seva pel·lícula, la tripulació comença a veure el que sembla ser realment el monstre del llac Ness. Herzog i la tripulació es preocupen cada cop més a mesura que primer falla el motor del vaixell i després sembla que el "monstre" està atacant el vaixell en una boira cada cop més profunda. La tripulació s'amuntega sota coberta fins que el monstre torna de nou per embestir el vaixell amb prou força com per fer que comenci a enfonsar-se. Karnow és llançat per la borda durant un altre atac, "Nessie" ara és clarament visible per a la tripulació. Karnow es perd a la boira i presumiblement el monstre se l'ha menjat. Després que Penn i l'ajudant de director (Robert O'Meara), s'escapen a la balsa salvavides, Herzog decideix posar-se l'únic vestit de neoprè del vaixell i nedar fins a la costa per demanar ajuda. Abans que pugui fer-ho, però, "Nessie" torna per enfonsar finalment el vaixell. Mentre sosté una càmera en una carcassa resistent a l'aigua, Herzog captura imatges submarines d'una gran criatura que el passa a l'aigua tèrbola i fosca.
L'endemà, els estiuejants troben a Penn i els porta de tornada per recuperar-los a tots menys O'Meara i Karnow, que es presumeixen morts. En aquest punt, sembla que tant el documental que hem estat veient com el documental que estàvem veient fer Herzog podrien ser ficticis. Tanmateix, això mai es fa completament obvi, i la pel·lícula acaba sense deixar clar qui està enganyant a qui.

## Repartiment
- Werner Herzog com ell mateix
- Kitana Baker com ella mateixa
- Gabriel Beristain com ell mateix
- Russell Williams II com ell mateix
- David A. Davidson com ell mateix
- Michael Karnow com ell mateix
- Robert O'Meara com ell mateix
- Zak Penn com ell mateix
- Steven Gardner com ell mateix
- Adrian Shine com ell mateix
- John Bailey com a Herzog's Crew In Wonderland
- Matthew Nicolay com a Crew d'Herzog al país de les meravelles
- Tanja Koop com a la tripulació d'Herzog al país de les meravelles
- Marty Signore com Herzog's Crew In Wonderland
- Crispin Glover com a convidat a la festa
- Jeff Goldblum com a convidat a la festa
- Lena Herzog com a convidada a la festa
- Ricky Jay com a convidat a la festa
- Pietro Scalia com a convidat a la festa
- Jenno Topping com a convidada a la festa
- Stephen A. Marinaccio com a mestre d'escena
- Michael Scott-Law com home enfadat al bar

## Producció
La totalitat de la pel·lícula és en realitat una pel·lícula-dins-una-pel·lícula-dins-una-pel·lícula de fals documental inventada per Penn. L'enginy es revela en ous de pasqua amagats al DVD. Penn va escriure el que ell anomena un "guió" (part guió, part tractament) que descriu l'estructura específica de la pel·lícula i inclou diàlegs clau que es necessitaven per tal d’avançar en l'argument, però deixant la major part del diàleg i la interacció als participants perquè ho facin com a improvisació.
Tal com es mostra al DVD, l'"engany" es va posar en marxa fins i tot abans que comencés la fotografia, ja que diversos mitjans van anunciar la propera producció com una pel·lícula real, tothom que apareix a la pantalla és una persona real i la majoria són de fet qui diuen ser. Per exemple, el DP Gabriel Beristain i el sonidista Russell Williams II són professionals reconeguts i distingits que van treballar en les produccions que respectivament anomenen a la pantalla.

## Reacció crítica
Incident at Loch Ness va obtenir una puntuació del 62% a Rotten Tomatoes basat en 47 ressenyes. També va rebre una puntuació de 62 a Metacritic basada en 20 crítiques, la qual cosa indica "crítiques generalment favorables".
El crític Roger Ebert va gaudir de la pel·lícula, donant-li 3 estrelles de 4, dient: "Mirar la pel·lícula és un exercici entretingut de visualització forense, i el més insidios és, encara que sigui una estafa, qui és l'enganyador. i qui és el passarell?" Kenneth Turan de Los Angeles Times el va anomenar: "un documental simulat divertit que gasta una energia considerable per intentar fer-te creure que és tan real com pot ser."